# Лелепа
Лелепа (на езика Бислама Lelepa) е остров в Тихи океан в архипелага Нови Хебриди, с координати 17°35′00″ ю. ш. 168°12′00″ и. д. / 17.583333° ю. ш. 168.2° и. д.. Той влиза в територията на Република Вануату и съгласно административното деление на страната попада в границите на провинция Шефа. Наред с това Лелепа е включен и в островната група Шеферд. Разположен е в близост до остров Ефате, където се намира и столицата на Вануату - Порт Вила.
Главен град на остров Лелепа е град Натапао. Островът е туристическа дестинация по маршрута Ефате, Емао, островната група Какула, остров Нгуна със своя поводен вулкан Норт Вате, до остров Еретока.